# Bergen Beach (Brooklyn)

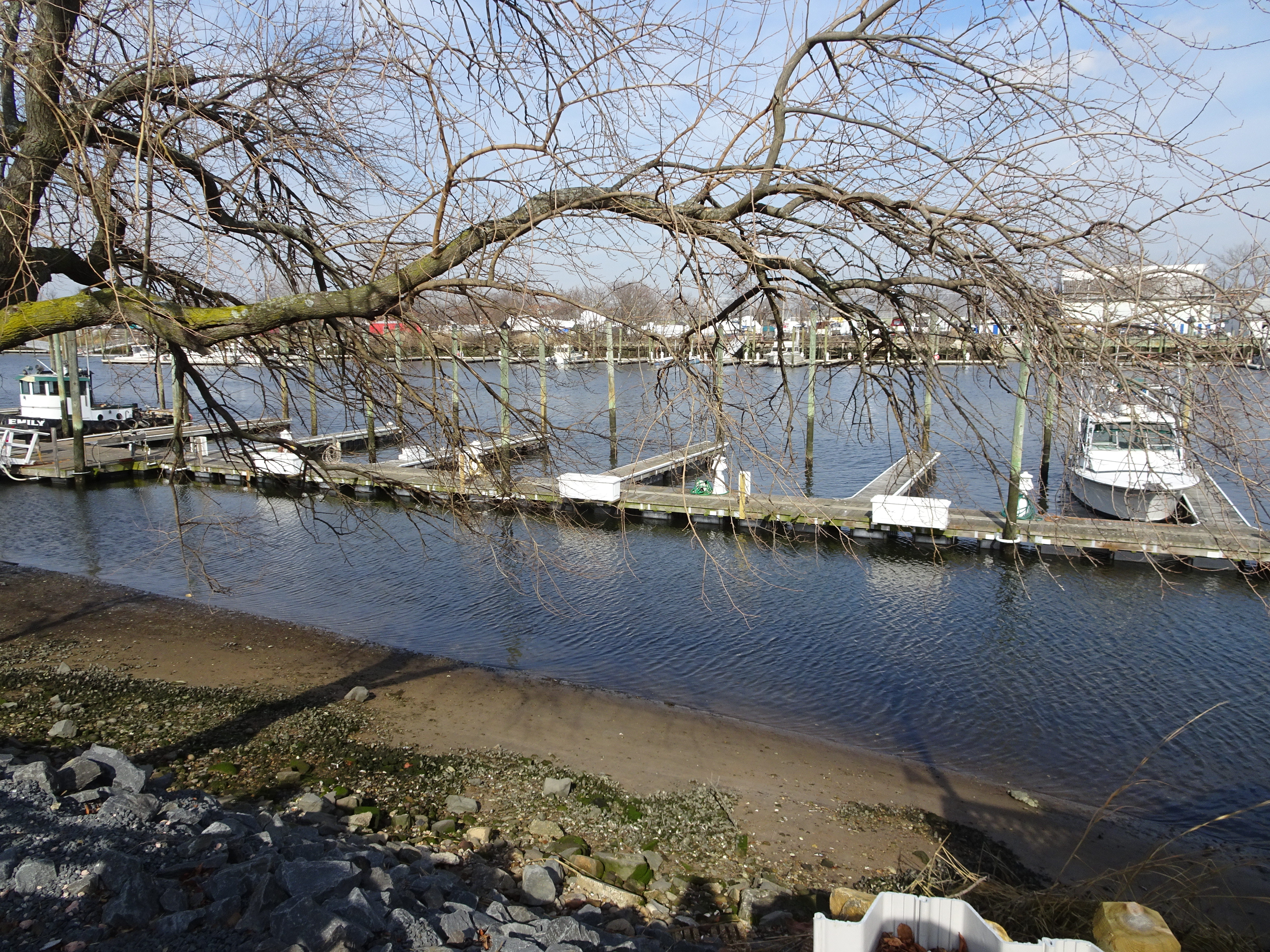
Marina von Bergen Beach

Bergen Beach ist ein Stadtteil (Neighborhood) im Stadtbezirk Brooklyn (Borough Kings County) in New York City, USA. Das Viertel wird überwiegend von Weißen bewohnt.
Im Jahr 2020 lebten hier laut US Census 13.933 Menschen auf knapp drei Quadratkilometern. Bergen Beach ist Teil des Brooklyn Community District 18 und gehört zum 63. Bezirk des New Yorker Polizeidepartements. Die Postleitzahl ist 11234. Kommunalpolitisch wird es vom 46. Bezirk des New York City Council (Stadtrat) vertreten.

## Beschreibung

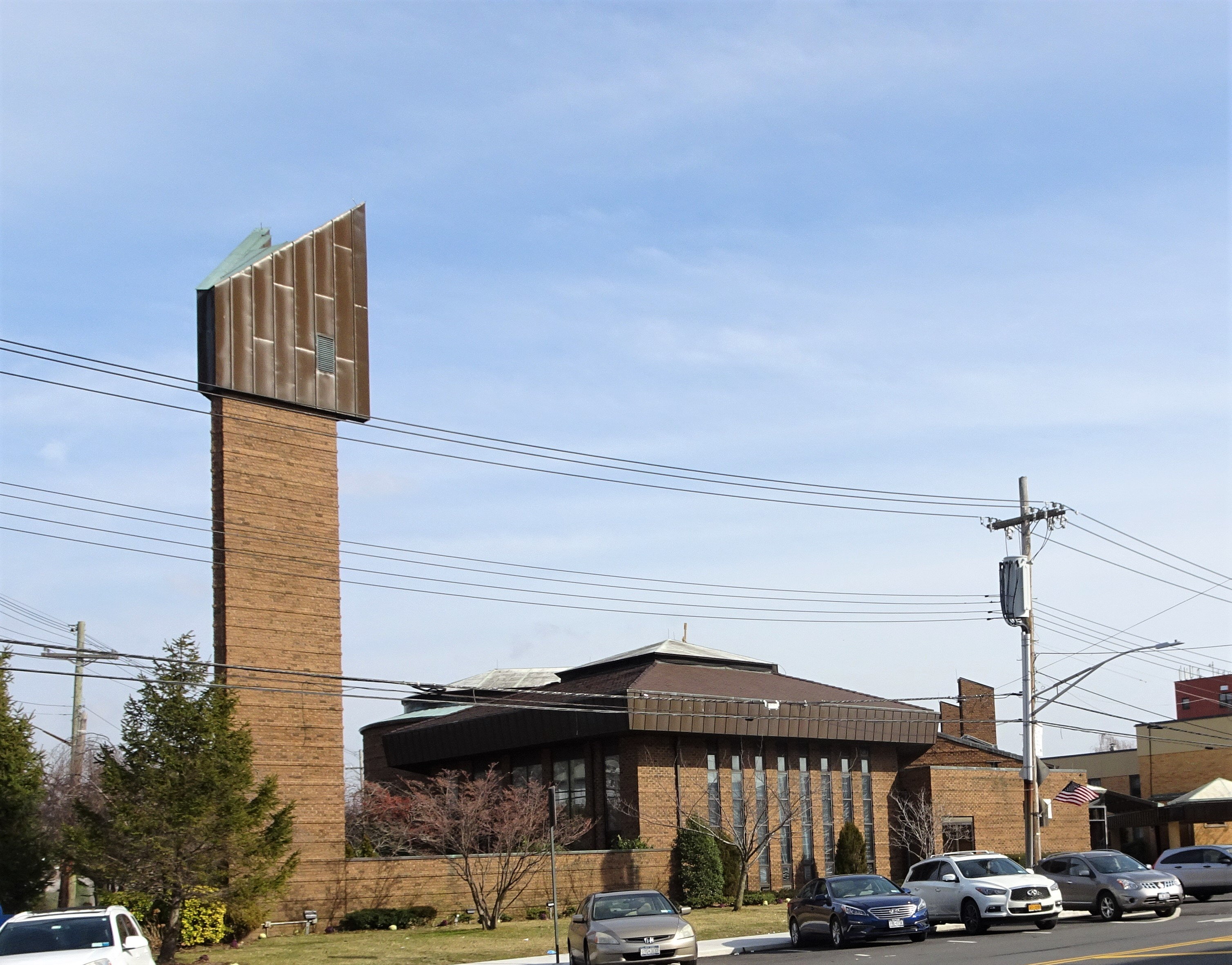
Kirche St. Bernard of Clairvaux Parish

Bergen Beach liegt im Süden des Stadtbezirks Brooklyn zum großen Teil auf einer Halbinsel an der Jamaica Bay. Den Norden des Stadtteils nimmt das Viertel Georgetown ein. Benachbarte Stadtteile sind Mill Basin und Flatlands im Westen, East Flatbush im Norden und Canarsie im Osten. Begrenzungen sind der East Mill Basin, die East 67th Street und die Ralph Avenue im Westen, die Flatlands Avenue im Norden sowie der Paerdegat Basin im Nordosten.
Das Gebiet des heutigen Bergen Beach war ursprünglich eine teils sumpfige und mit kleinen Hügeln durchzogene Insel und wurde von Ureinwohnern vom Stamm der Canarsee, die zu den Lenape gehörten, besiedelt. Sie nannten die Insel „Winnipague“. Nachdem diese in den Besitz des norwegischen Siedlers Hans Hansen Bergen gekommen war, wurde sie als „Bergen Island“ bezeichnet. Von 1896 bis 1919 existierte hier ein Vergnügungspark. Bergen Island verband man 1918 mittels Landaufschüttung wie das benachbarte Mill Basin mit dem Rest von Brooklyn und Long Island. Bis Mitte des 20. Jahrhunderts war Bergen Beach ländlich geprägt mit ein paar Ferienhäusern. Ab den 1950er bis in die 1990er Jahre entstanden hier mit der Beseitigung der letzten sumpfigen Gebiete neue Wohnviertel, deren Grundstücke zu den teuersten in New York zählten. Die bauliche Vollendung des Viertels Georgetown fand erst nach 2000 statt. Der anfangs sehr hohe Bevölkerungsanteil von Weißen sank ab 2000 allmählich durch Zuzug anderer Ethnien.
Heute ist Bergen Beach ein Wohngebiet mit zumeist Reihenhäusern in Georgetown sowie Einfamilien- und Doppelhäusern südlich der Avenue N. Die Bewohner gelten meist als wohlhabend. Das südliche Ende der Halbinsel wird vom Park „McGuire Fields“ und einem Teil des Naherholungsgebiets Gateway National Recreation Area eingenommen. Durch diesen verläuft der Belt Parkway (auch Shore Parkway), des Weiteren betreibt dort die „Jamaica Bay Riding Academy“ eine Reitschule mit 80 Ställen. Entlang des Paerdegat Basin befinden sich der Ecology Park und der Paerdegat Basin Park mit einem Yachtclub. Etwas Gewerbe ist nur am Ufer des East Mill Basin vorhanden. Ein Einkaufszentrum befindet sich im Norden des Viertels Georgetown. Mit der Gated Community Mill Harbor Condominiums besitzt Bergen Beach zwischen der Bergen Avenue und Roys Street eine eingezäunte und bewachte Wohnanlage mit mehreren Mehrfamilienhäusern.

## Demographie

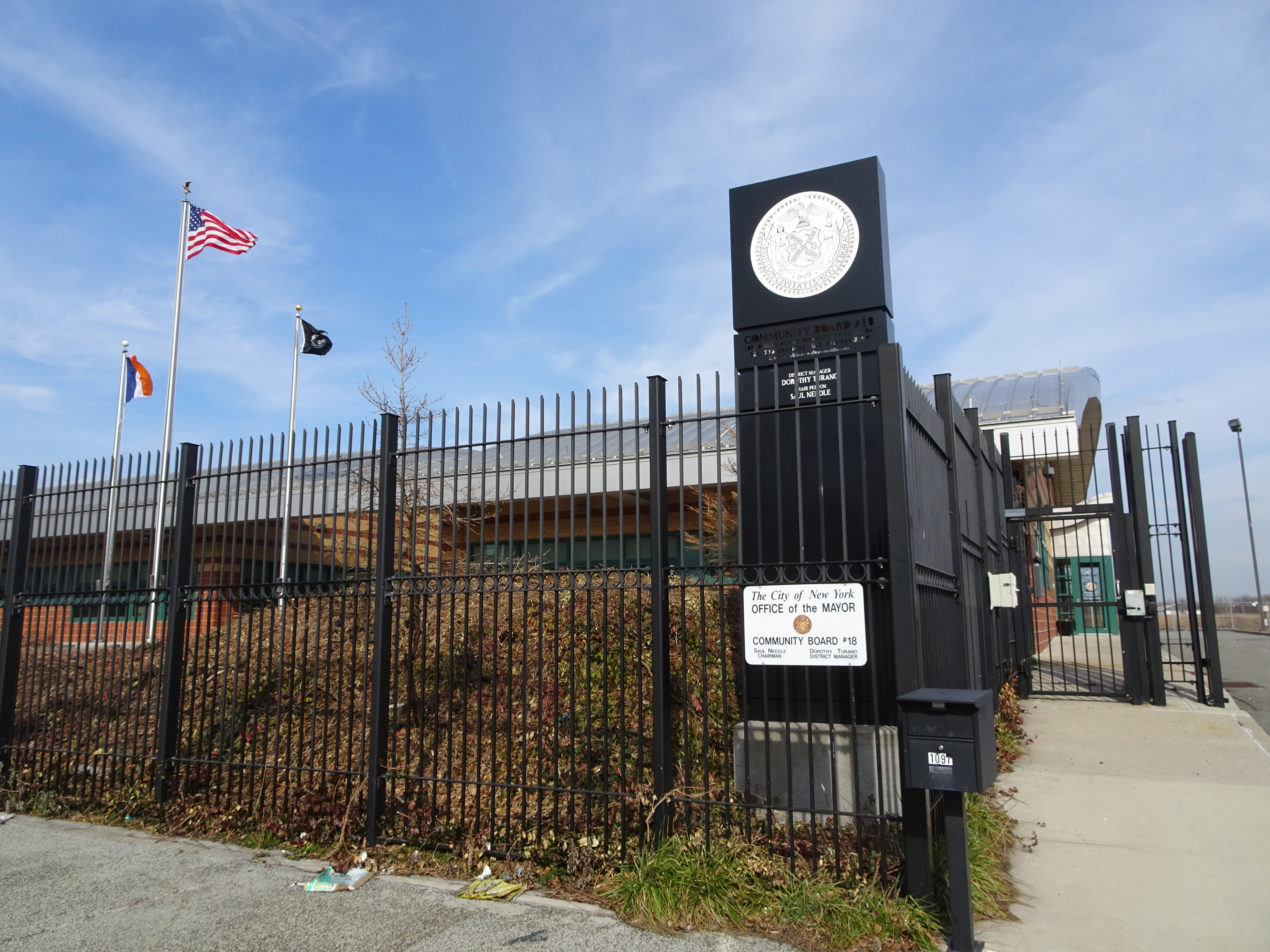
Sitz des Brooklyn Community Board 18 in der Bergen Avenue in Georgetown (Stadtverwaltung)

Im Jahr 2020 hatte das United States Census Bureau die statistischen Zählbezirke (Areas und Tracts) neu konfiguriert. Somit sind die vor 2020 erzielten Daten meist nicht mehr mit den ab 2020 erhobenen Daten vergleichbar, des Weiteren sind die Zählbezirke Neighborhood Tabulations Area (NTA) und Census Tracts meist nicht deckungsgleich mit den genannten Stadtteilgrenzen. Da dies auch bei Bergen Beach zutrifft, werden die Census Blocks als kleinste Einheit zur Berechnung verwendet.
Bergen Beach wird überwiegend von Weißen bewohnt, die 57 % der Einwohnerschaft bilden. Laut Volkszählung von 2020 hatte das Viertel in den angegebenen Grenzen 13.933 Einwohner bei einer Einwohnerdichte von 4739 pro km². Im Stadtteil lebten 7.946 (57 %) Weiße, 3.430 (24,6 %) Schwarze/Afroamerikaner, 1.258 (9 %) Hispanics und Latinos, 774 (5,6 %) Asiaten, 134 (1 %) aus anderen Ethnien und 391 (2,8 %) aus zwei oder mehr Ethnien.
Gemeinsam mit den Nachbarn Marine Park und Mill Basin bildet Bergen Beach die Neighborhood Tabulations Area BK1802 mit 46.955 Einwohnern.

## Verkehr
Bergen Beach hat keinen Anschluss an die New York City Subway. Die nächstgelegene U-Bahn-Station ist die rund zwei Kilometer entfernte Station Rockaway Parkway in Canarsie. Dort endet die von Manhattan kommende Linie  der BMT Canarsie Line.
Die Abteilung MTA Regional Bus Operations der New York City Transit Authority bedient Bergen Beach mit den Buslinien B3, B41, B47 und BM1, die aber nur im Norden des Viertels an der Ralph und Veterans Avenue verkehren. Auf der Straße ist der Stadtteil über die Ralph Avenue erreichbar. Im Süden von Bergen Beach durchquert der Belt Parkway den Stadtteil, allerdings ohne Anschlussstelle.